# Leonid Polechtchouk
Pour les articles homonymes, voir Polichtchouk.
Leonid Gueorguievitch Polechtchouk (en russe : Леонид Георгиевич Полещук), né à Chadrinsk le 21 mars 1938 et mort à Moscou le 27 juillet 1986, est un officier du KGB recruté par la CIA durant la guerre froide.
En poste à Katmandou, cet officier de la division « PR » (renseignement politique) de la station locale du KGB est recruté par le chef de poste à Katmandou, John Belligham, en 1974.
Revenu à Moscou, Polechtchouk (baptisé du nom de code GTWEIGH par la CIA) évite de contacter la station de Moscou, comme il avait été convenu, et ne reprend contact avec la CIA qu'à Lagos où il est envoyé au début des années 1980 comme chef de la sécurité de l'ambassade (direction K de la 1re direction générale du KGB).
Il réclame à la CIA 20 000 roubles pour acheter un appartement à Moscou, qui lui sont laissés dans une boîte aux lettres morte à Moscou. Polechtchouk sera arrêté au moment de récupérer l'argent, le 2 août 1985. Selon la version circulant au KGB, la brigade de surveillance du KGB, la 7e Direction, avait effectué une surveillance particulièrement serrée de Paul Zalucky, l'officier du poste de la CIA de Moscou qui a déposé l'argent dans la boîte aux lettres morte le 19 juillet 1985.
Leonid Polechtchouk a été condamné à mort pour trahison et fusillé.

## Sources
- Igor Atamanenko, Shpionskiyé strasti
- R.S. Krassilnikov, Les fantômes de la Rue Tchaïkovsky
- Milton Bearden et James Risen (trad. de l'anglais par Alain Deschamps et Dominique Peters), CIA-KGB : Le Dernier Combat [« The Main Enemy »], Paris, Albin Michel, 2004, 637 p. (ISBN 2-226-13803-X et 978-2-226-13803-3)